# هانس إدموند ولترز
هانس إدموند ولترز (بالألمانية: Hans Edmund Wolters)‏ هو عالم طيور ألماني، ولد في 11 فبراير 1915 في دويسبورغ في ألمانيا، وتوفي في 22 ديسمبر 1991.